# Keynote
Keynote（キーノート）は、Appleが開発している、macOS/iOS/iPadOS/vision OS用のプレゼンテーションソフトウェアである。Pages、NumbersとともにiWorkスイートを構成する。

## 概要
スティーブ・ジョブズが基調講演で利用していたNEXTSTEP用プレゼンテーション用ソフトである「CONCURRENCE（のちに発売された日本語版はLightShowに改名）」（NeXT社および米ライトハウスデザイン社 （en:Lighthouse Design）が開発）を参考に開発、商品化された。
macOS/iOS/iPadOSの描画機能(Core Graphics/Core Animation)を利用し、画像や視覚効果を盛り込んだプレゼンテーションを作成することができる。PowerPointファイルの読み書きができるほか、PDF、HTML、QuickTimeムービーへの書き出しが可能。
2011年7月まではPagesやNumbersと共に、「iWork」という商品名でDVD-ROMがパッケージ販売されていたが、2011年8月以降はMac App Store及びApp Storeで単体としてダウンロード販売されている。 また、2013年10月22日以降のMacおよびiOS機器の新規購入者に対しては無償で提供されている。
2020年3月31日に機能強化とともに、macOS, iOS/iPadOS向けでバージョンが10.0へ統一された。

## Keynote for iCloud
2015年10月に正式にリリースされた、iCloud上で、Windows 11などを含めたOSからWebブラウザを通して、利用できるサービスである。

## 歴史
- 2003年1月7日 - Macworld Conference&Expo / San Francisco 2003基調講演にて、「Keynote 1.0」が発表され、$99（￥12,800）にて同日より発売される[6]。日本語版は、同年3月7日に発売された[7]。
- 2005年1月22日 - 「Keynote 2.0」の販売開始。新たに開発されたワードプロセッサの「Pages」とともに、「iWork '05」としてセット販売される[8]。日本語版は、2005年2月に発売された[7]。
- 2006年1月10日 - 「iWork '06」の一部として、「Keynote 3.0」の販売開始。「テーブル計算」と「画像マスキング」の機能が追加された。日本では同年1月11日受注開始で2月に出荷開始された[9]。
- 2007年8月7日 - 「iWork '08」の一部として、「Keynote '08 (4.0)」の販売開始[10]。「スマートビルド」や「インスタントアルファ」の追加などアニメーション機能が強化された。
- 2009年1月6日 - 「iWork '09」の一部として、「Keynote '09 (5.0)」の販売開始。iWork.com (beta) に対応し、アニメーション機能が強化された。日本では同年1月28日に発売された[11]。
- 2010年4月3日 - iWork for iPadのラインナップの一つとして「Keynote (1.0)」の販売開始[12]。
- 2011年
  - 5月31日 - iPad版がユニバーサルアプリケーション化し、iPhone、iPod touchにも対応。
  - 7月20日 - Mac OS X Lionのリリースに合わせ、オートセーブやバージョン等Lionの新機能へ対応するKeynote 5.1の販売開始。新しいエフェクトとして、アンビル、フォールアパートが追加された。
- 2012年
  - 7月24日 - Keynote 5.2リリース。OS X Mountain Lionの、iCloud、音声入力、Retina ディスプレイのサポート追加[13]。
  - 12月4日 - Keynote 5.3リリース[14]。
- 2013年10月23日 - OS X MavericksとiOS 7のリリースに合わせ全面的な刷新により新機能へ対応、以降に販売されるMacintosh及びiPhone, iPadへの無償添付・無償アップグレードを発表し、以前のユーザへは、OS X向けKeynote 6.0（￥2,000）およびiOS向けKeynote 2.0（￥1,000）の販売を開始。
- 2014年1月23日 - Keynote 6.1リリース。
- 2015年1月8日 - Keynote 6.5.2リリース。
- 2016年
  - 5月10日 - Keynote 6.6.2リリース。
  - 9月13日 - iOS 10のリリースに合わせ全面的な刷新により新機能へ対応、以降に販売されるiPhone、iPadへの無償添付・無償アップグレードを発表し、以前のユーザへは、iOS向けKeynote 3.0（￥1,200）の販売を開始。
    - リアルタイムで共同制作（ベータ版機能）
      - Mac、iPad、iPhone、およびiCloud.com上のKeynoteでほかのユーザと同時にプレゼンテーションを編集
      - プレゼンテーションを公開してまたは特定の人と共有
      - 同じプレゼンテーションで作業しているユーザを表示
      - 編集中の参加者のカーソルを表示

    - Keynote Liveでスライドショーを再生すると、閲覧者がそれぞれのMac、iPad、iPhone、およびiCloud.comから視聴可能
    - iPad Proでの再生中にApple Pencilでハイライト
    - 12.9インチiPad Proのディスプレイの利点を引き出す新しいフォーマットパネル
    - ダウンロードの改善 – 作業時にのみiCloudからプレゼンテーションをダウンロード
    - Keynote ’05のプレゼンテーションを開いて編集
    - Wide Gamutイメージをサポート
    - キーボード操作の強化とキーボードショートカットの追加

  - 9月20日 - macOS Sierraのリリースに合わせKeynote 7.0リリース。上記iOS向けKeynote 3.0同様の新機能へ対応。
- 2017年
  - 3月27日 - macOS Sierra向けKeynote 7.1、iOS 10向けKeynote 3.1リリース[15]。
  - 6月13日 - macOS Sierra向けKeynote 7.2、iOS 10向けKeynote 3.2リリース
  - 9月19日
    - macOS Sierra向けKeynote 7.3リリース
    - iOS 11向けKeynote 3.3リリース
      - 書類マネージャのデザイン変更により、iCloud Drive等に保存されたファイルへのアクセス改善
      - iPadで、Keynoteとその他のAppとの間でテキストや画像などをドラッグ＆ドロップ対応
      - iPadで、Slide Over、Split View、新しいDockで、作業効率的改善
      - ファイルAppでの迅速な書類アクセス
      - “結合”、“交差”、“減算”、“除外”コマンドを使用して、新しい図形を作成可能に
      - “配置”、“均等に配置”、“垂直方向に反転”、“水平方向に反転”コマンドでのすばやい並べ替え
      - 図形ライブラリからの複雑な図形向けに“分割”コマンドがサポート
      - パフォーマンスおよび安定性が向上
- 2018年
  - 3月27日
    - macOS Sierra向けKeynote 8.0リリース
    - Keynote for iCloud March 2018リリース[5]
    - iOS 11向けKeynote 4.0リリース
      - Boxに保存したファイルでリアルタイム共同制作が可能に
      - ドーナツグラフ
      - iOS版で、スライドのサイズや縦横比を変更機能追加
      - iPadでApple Pencilに対応

  - 6月15日 
    - Keynote 8.1, iOS向けKeynote 4.1
      - LaTexとMathML形式のサポート
      - Microsoft PowerPointとの互換性の強化
      - 図形の追加と強化
      - アラビア語とヘブライ語のサポート強化

    - Keynote for iCloud June 2018リリース[5]
      - 発表者ノート追加に対応

  - 9月17日 
    - Keynote 8.2
      - macOS Mojave、ダークモード対応
      - オーディオの編集対応
      - 連係カメラのサポート

    - iOS向けKeynote 4.2
      - iOS 12対応
      - Siriショートカットのサポート

  - 11月7日 
    - Keynote 8.3, iOS向けKeynote 4.3
    - Keynote for iCloud November 2018リリース[5]
- 2019年
  - 3月29日
    - macOS High Sierra向けKeynote 9.0, iOS向けKeynote 5.0
      - 日本語、中国語、韓国語で、シェイプやテキストボックス内での縦書き入力に対応
      - 1つ以上のスライドを書き出し、アニメーションGIFを作成・共有
      - iCloudを使い、カスタムシェイプとテーマを全てのデバイスに自動同期
      - カスタムで幅広の縦横比を使用したスライドが、スライドナビゲータ、ライトテーブル、発表者ディスプレイで、表示向上
      - プレゼンテーションでの共同制作中のパフォーマンス向上
      - グループ化されたオブジェクトが共同制作中に編集可能になる

    - Keynote for iCloud March 2019リリース[5]

  - 4月3日
    - macOS High Sierra向けKeynote 9.0.1リリース
      - 安定性およびパフォーマンスの向上

  - 6月25日
    - macOS High Sierra向けKeynote 9.1, iOS向けKeynote 5.1リリース
    - Keynote for iCloud June 2019リリース[5]

  - 9月30日
    - macOS Mojave向けKeynote 9.2, iOS向けKeynote 5.2リリース
      - HEVC対応
      - アクセシビリティ対応向上
      - 新しいメニューコマンド
      - iPadOSの複数スペースやSplitView対応

  - 11月14日
    - macOS Mojave向けKeynote 9.2.1, iOS向けKeynote 5.2.1リリース
      - 安定性およびパフォーマンスの向上
- 2020年
  - 3月31日
    - macOS Mojave, iOS/iPadOS向けKeynote 10.0リリース
      - macOS Catalina 10.15.4及び iOS/iPadOS 13.4では、iCloud Driveでの共同作業を自動開始
      - 共有プレゼンテーションをオフラインで編集した場合、オンラインになると編集内容が自動でアップロードされる
      - テーマセレクタの刷新
      - コメント対応などPDF出力の強化
      - 編集可能な新しい図形の追加

    - Keynote for iCloud March 2020リリース[5]

  - 7月9日
    - macOS Mojave, iOS/iPadOS向けKeynote 10.1リリース
    - Keynote for iCloud July 2020リリース[5]

  - 9月22日
    - macOS Catalina, iOS/iPadOS 13.1向けKeynote 10.2リリース
      - 幅広いフォーマットとフレームレートでのムービーの書き出しに対応

    - Keynote for iCloud September 2020リリース[5]

  - 11月12日
    - macOS Catalina, iOS/iPadOS 13.1向けKeynote 10.3.5リリース
      - macOS Big Surに対応
      - 安定性およびパフォーマンスの向上

  - 12月1日
    - macOS Catalina, iOS/iPadOS 13.1向けKeynote 10.3.8リリース
      - 安定性およびパフォーマンスの向上
- 2021年
  - 1月14日
    - macOS Catalina, iOS/iPadOS 13.1向け向けKeynote 10.3.9リリース
      - 安定性およびパフォーマンスの向上

  - 3月23日
    - macOS Catalina, iOS/iPadOS 13.1向けKeynote 11.0リリース
      - プレゼンテーション中に、発表者ノート、現在のスライド、および次のスライドを別ウインドウで表示
      - “ビルドの順番”ウインドウにサムネール追加、複雑なシーケンスを編集しやすく
      - メディアブラウザで、検索オプション強化、“最近の項目”、“ポートレート”、“Live Photos”など、新しいコンテンツカテゴリ追加
      - 表のセル、テキストオブジェクト、および図形に電話番号のリンクを追加

  - 3月29日
    - macOS Catalina向けKeynote 11.0.1リリース
      - 安定性およびパフォーマンスの向上

  - 6月1日
    - macOS Catalina, iOS/iPadOS 13.1向けKeynote 11.1リリース
      - 安定性およびパフォーマンスの向上
      - “スクールワーク” AppでKeynoteにアクティビティを割り当てると、単語数や費やされた時間などの生徒の進捗状況を表示する

  - 9月28日
    - macOS Big Sur, iOS/iPadOS 14.0以降(watchOS 2.0以降)向けKeynote 11.2リリース
      - ライブビデオ機能の追加、macOSでは複数カメラによるマルチアングルのビデオ表示にも対応
      - 複数発表者コントロールの強化
      - 共有プレゼンテーション機能の強化
      - ワンクリックで翻訳・翻訳追加

    - Keynote for iCloud September 2021リリース[5]
- 2022年
  - 4月7日
    - macOS Big Sur, iOS/iPadOS 14.0以降向けKeynote 12.0リリース
      - macOS Montereyのショートカットに対応
      - スライドの最大400%ズームまでの拡大対応
      - フォントサイズの小数点以下2桁までより正確な調整対応

  - 6月21日
    - macOS Big Sur, iOS/iPadOS 14.0以降向けKeynote 12.1リリース
      - ダイナミック背景機能追加

  - 10月25日
    - macOS Monterey, iOS/iPadOS 15.0以降向けKeynote 12.2リリース
      - アクティビティ表示で、共同制作プレゼンテーションの最近の変更を表示、通知
      - macOS Ventura、iOS/iPadOS 16以降
        - メッセージでプレゼンテーションを共有、共同制作プレゼンテーションからメッセージやFaceTimeができる
        - イメージの背景を自動的に削除して被写体を分離できる

      - ライブビデオの背景の削除・置き換えができる

    - Keynote for iCloud October 2022リリース[5]
- 2023年
  - 3月30日
    - macOS Monterey 12.3, iOS/iPadOS 15.4以降向けKeynote 13.0リリース
      - 共有・共同制作プレゼンテーション機能の強化と修正

    - Keynote for iCloud March 2023リリース[5]

  - 6月13日
    - macOS Monterey 12.3, iOS/iPadOS 15.4以降向けKeynote 13.１リリース
      - SVG対応
      - 棒・面グラフに集計サマリーラベル表示

    - Keynote for iCloud June 2023リリース[5]

  - 9月21日
    - macOS Ventura 13.0, iOS/iPadOS 16.0以降向けKeynote 13.2リリース
      - USDZファイル対応
- 2024年
  - 4月2日
    - macOS Ventura 13.0, iOS 16.0/iPadOS 16.0/watchOS 2.0/visionOS 1.0以降向けKeynote 14.0リリース
      - ダイナミックカラー、ミニマリストライト、ミニマリストダークの新しいテーマ
      - ほかの人が初めて共同作業プレゼンテーションに参加したときに通知
      - iPhone, iPadで撮影したHEIC写真追加時にファイル形式と最高品質を維持
      - Commandキーを押したままにして、離れている単語、文、段落を選択
      - Microsoft PowerPointファイルを読み／書き出しでスライドトランジション互換性改善
      - 安定性の向上、パフォーマンスの改善

    - Keynote for iCloud April 2024リリース[5]

  - 6月10日
    - Keynote 14.1リリース
      - 英語で入力中の単語や語句を補完する予測候補のインライン表示
      - 複数ディスプレイでプレゼンテーションをリハーサル時に、発表者ディスプレイの表示場所を制御できる
      - バグ修正、パフォーマンスの改善

  - 9月17日
    - macOS Sonoma 14.0, iOS 17.0/iPadOS 17.0/watchOS 10.0/visionOS 2.0以降向けKeynote 14.2リリース
      - HDR対応ディスプレイで、HDR画像とHDRムービーを表示（macOS Sequoia、iOS 18、iPadOS 18が必要）
      - macOS Sequoiaで、FaceTimeでスライドショーを再生すると、プレゼンテーションウインドウの共有を自動的に開始
      - Apple Pencil Proのスクイーズで、ツール、線の太さ、色を素早く切り替える
      - iOS 18、iPadOS 18では、書類ブラウザで、プレゼンテーションの作成や最近のものを見つけることが容易になる
      - バグ修正、パフォーマンスの改善

    - Keynote for iCloud September 2024リリース[5]

  - 12月12日
    - Keynote 14.3リリース
      - Apple Intelligenceが必須（macOS Sequoia 15.2, iOS 18.2, iPad OS 18.2が必要）の新機能追加
        - 作文ツールで、プレゼンテーション内の文章を校正、書き直し、要約、および作成
        - Image Playgroundで、プレゼンテーション内にオリジナルの画像を作成
        - SiriでChatGPTを使用し、プレゼンテーション内容に関する質問に答えてもらう

    - Keynote for iCloud December 2024リリース[5]
- 2025年
  - 4月3日
    - Keynote 14.4リリース
      - Apple Intelligenceが必須（macOS Sequoia 15.4, iOS 18.4, iPad OS 18.4が必要）の新機能追加
        - プレゼンテーション内で直接作文ツールでの編集
        - ショートカットを使い、プレゼンテーションを別のフォーマットに書き出す
        - フリーボードでのコピー&ぺーすと改善

    - Keynote for iCloud April 2025リリース[5]